# میان‌غوکان
میان‌غوکان یا میان‌غوک‌سانیان (نام علمی: Mesobatrachia) نام یک زیرراسته از راسته بی‌دمان است.